# Гедеон (Антонский)
Архимандрит Гедеон (в миру Григорий Антонский; ум. 1770) — ректор Харьковского коллегиума, архимандрит Курского Знаменского монастыря Курской епархии Русской Православной церкви.

## Биография
Григорий Антонский родился в семье казака Кролевецкой сотни, учился в Харьковском коллегиуме, по окончании которого служил учителем в Московской духовной академии, с 1738 г. фары, а с 1739 г. — инфимы и грамматики. 
По пострижении в январе 1740 года в монашество он в 1742 году был назначен учителем синтаксимы, а затем в том же году — пиитики и риторики. 
В 1742—1744 гг. (по С. К. Смирнову, он еще в 1743 году был учителем в Москве) он был архимандритом Николаевского Белгородского монастыря, откуда 30 апреля 1744 года был переведен ректором в Харьковский коллегиум. 
В 1746 году поднимался вопрос о назначении его в Камчатскую миссию. 
В 1751 году Гедеон был назначен настоятелем Курского Знаменского Богородицкого монастыря, где и умер в 1770 году.

## Избранная библиография
- «Слово в неделю 21-ю по Сошествии Святого Духа» (М., 1742 год);
- «Слово в день Сретения чудотворной иконы Пресвятыя Богородицы Владимирские» (М., 1744 год).